# Melur, Piriyapatna
Melur là một làng thuộc tehsil Piriyapatna, huyện Mysore, bang Karnataka, Ấn Độ.